# Museum Piece (Джонстон)
Museum Piece (укр. Музейний експонат) — електроакустична композиція, написана Беном Джонстоном 1968 року.
Museum Piece стала одним з експериментальних творів американського композитора Бена Джонстона, написаних протягом 1968—1969 року, коли він ненадовго призупинив написання камерної музики в чистому строї. В цей період він писав конкретну музику, а також захопився алеаторикою, написавши цикл невизначених композицій Four Do-It-Yourself Pieces.
Museum Piece було створено на замовлення Смітсонівського інституту, де проходила виставка, присвячена технологічним досягненням США. Один з працівників музею, Джим Вівер, який навчався в Університеті Іллінойсу, де викладав Джонстон, порекомендував звернутися до композитора. Джонстон прийняв пропозицію та створив музичний акомпанемент до п'ятихвилинної презентації, на якій було показано хронологію ключових винаходів, серед яких телеграф, телефон та автомобіль. Над цим, та декількома іншими схожими проєктами електронної музики, Джонстон співпрацював зі звукоінженером Япом Спеком, який очолював мистецький Краннерт-центр в Урбані, а до цього працював зі Штокгаузеном. На думку музикознавиці Хайді фон Гунден, Museum Piece був майстерно зробленим, але застарілим твором, адже подібні композиції Едгар Варез та інші автори конкретної музики писали ще за 10 років до цього.
1968 року Джонстон та Спек почали роботу над ще одним замовленням Смітсонівського інституту, проєктом Auto Mobile (укр. Авто Мобіль). Він полягав у написанні музики для виставки старовинних автомобілів, але його так і не було закінчено через скорочення бюджетування. 1969 року Джонстон створив ще два електроакустичні твори: Kindergartenlieder (укр. Пісні дитячого садка), разом зі Спеком. та Knocking Piece Collage (укр. Стукіт — Колаж), відсилання до відомого твору Джонстона Knocking Piece. Прем'єра Knocking Piece Collage відбулася у лютому 1970 року на концерті електронної музики в Університеті Іллінойсу.
Museum Piece увійшов до збірки творів, створених в Експериментальній музичній студії Університету Іллінойсу з 1958 по 2008 роки, виданої в університетському видавництві 2008 року. 